# Dardan
Dardan Mushkolaj, dit Dardan, né le 2 octobre 1997 à Stuttgart, est un rappeur germano-albanais.

## Biographie
Né à Stuttgart de parents albanais originaires du Kosovo, il commence son ascension dans l'industrie musicale avec la sortie de son premier album studio, Hallo Deutschrap, en 2017. Cet album atteint la 11e place du classement Schweizer Hitparade, la 25e place des Charts Offizielle Deutsche et la 44e place du Ö3 Austria Top 40.
Son troisième EP, Hypnotize, donne naissance au morceau Facetime, qui devient son premier top 10 en Allemagne. Le titre est également certifié or par le Bundesverband Musikindustrie, avec plus de 200 000 exemplaires vendus sur le territoire allemand  .
Ses albums suivants, Désolé..., Soko Disko et Mister Dardy, figurent tous dans le top 20 en Allemagne ,,. Le BVMI décerne à l'artiste trois nouveaux disques d'or, portant son total à 600 000 unités certifiées.

## Discographie

### Albums studios
- 2017 – Bonjour Deutschrap
- 2019 – Désolé...
- 2020 – Soko Disko
- 2021 – Monsieur Dardy
- 2022 – DardyNextDoor
- 2023 – Dardanie
- 2024 – Eurosport (avec Azet)

### EP
- 2018 – Dardy Luther King (Partie I)
- 2018 – Dardy Luther King (Partie II)
- 2018 – Hypnotiser
- 2020 – Heure de pointe (avec Monet192)
- 2021 – Émeraude (avec Nimo)
- 2022 – Rochenoire (avec Nimo)

### Simple
- 2017 – Mister Dardy
- 2017 – Miami Vibes
- 2017 – Kripos jagen mich
- 2017 – Telefon (avec Nimo)
- 2017 – Tango & Cash (avec Buta)
- 2018 – Caipirinha (avec Jubin)
- 2019 – Coco Mama
- 2019 – Sorry
- 2019 – A Milly (feat. Mozzik)
- 2019 – Wer macht para 2 (avec Eno)
- 2019 – Wo??? (avec Patron)
- 2019 – Standort (avec Pietro Lombardi)
- 2020 – 6AM.........
- 2020 – Dayyytona
- 2020 – H<3tel (avec Monet192)
- 2020 – Wie lang?????????
- 2020 – Viele (avec Veysel)
- 2020 – Gar kein Bock (avec Monet192)
- 2021 – Habibi (avec Ricky Rich e Zuna)
- 2021 – GTA
- 2021 – Cloud 7 (avec Cro)
- 2021 – B.I.B.O. (avec Nimo)
- 2021 – High (avec Hava)
- 2022 – Alles gut (avec Noizy e Jugglerz)
- 2022 – I Don't Wanna Party No More
- 2022 – Paris
- 2022 – Warum bist du so (avec Mike Singer)
- 2022 – Obsessed (avec RAF Camora)
- 2022 – Prime (avec Omar)
- 2022 – Bandita (avec Noizy)
- 2022 – Day & Night (avec Hava)
- 2022 – On Fire (avec Ricky Rich)
- 2022 – Mi amor (avec Bené)
- 2022 – Parfum
- 2022 – Money (avec Azad e Yustinez ZA)
- 2022 – Millionär (avec Nimo)
- 2022 – Ende (avec Nimo)
- 2022 – Nur dich (avec Nimo)
- 2022 – Soho (avec Billa Joe e Vøgue)
- 2022 – One More Time (avec Nimo)
- 2023 – Laufen
- 2023 – Zangar zangar (avec Kurdo)
- 2023 – Du bist mein (avec Makar)
- 2023 – Glizzy (avec Jamule)
- 2023 – Manolo
- 2023 – Normal (avec Hava)
- 2023 – Gang (avec Azet)
- 2023 – Malli (avec Azet)
- 2023 – Pse
- 2023 – Killa (avec Hava)
- 2023 – Penelope
- 2023 – Easy Go (avec Samra)
- 2023 – Una palabra (avec Veysel)
- 2023 – Baby schrei (avec Yakary)
- 2024 – Eurosport (avec Azet)
- 2024 – Pa mu (avec Azet)
- 2024 – Bebe (avec Azet)
- 2024 – Ekipa (avec Azet)
- 2024 – Nihna (avec Elvana Gjata e Çelik Lipa)
- 2024 – Wie du